# Alma Hrnjić
Alma Hrnjić (* 7. September 1997) ist eine bosnische Leichtathletin, die im Mittel- und Langstreckenlauf an den Start geht.

## Sportliche Laufbahn
Erste internationale Erfahrungen sammelte Alma Hrnjić im Jahr 2017, als sie bei den Balkan-Meisterschaften in Novi Pazar in 10:49,70 min den vierten Platz im 3000-Meter-Lauf belegte. Im Jahr darauf erreichte sie bei den Balkan-Meisterschaften in Stara Sagora nach 10:43,19 min Rang acht und 2019 wurde sie bei den Meisterschaften in Prawez in 10:51,38 min Vierte. 2021 gewann sie dann bei den Balkan-Meisterschaften in Smederevo in 10:27,34 min die Bronzemedaille.
In den Jahren 2019 und 2021 wurde Hrnjić bosnische Meisterin im 3000-Meter-Lauf sowie 2020 und 2021 über 1500 m.

## Persönliche Bestleistungen
- 1500 Meter: 4:42,87 min, 5. Juni 2021 in Zenica
- 3000 Meter: 10:13,04 min, 19. Juni 2021 in Limassol